# Фригидарий

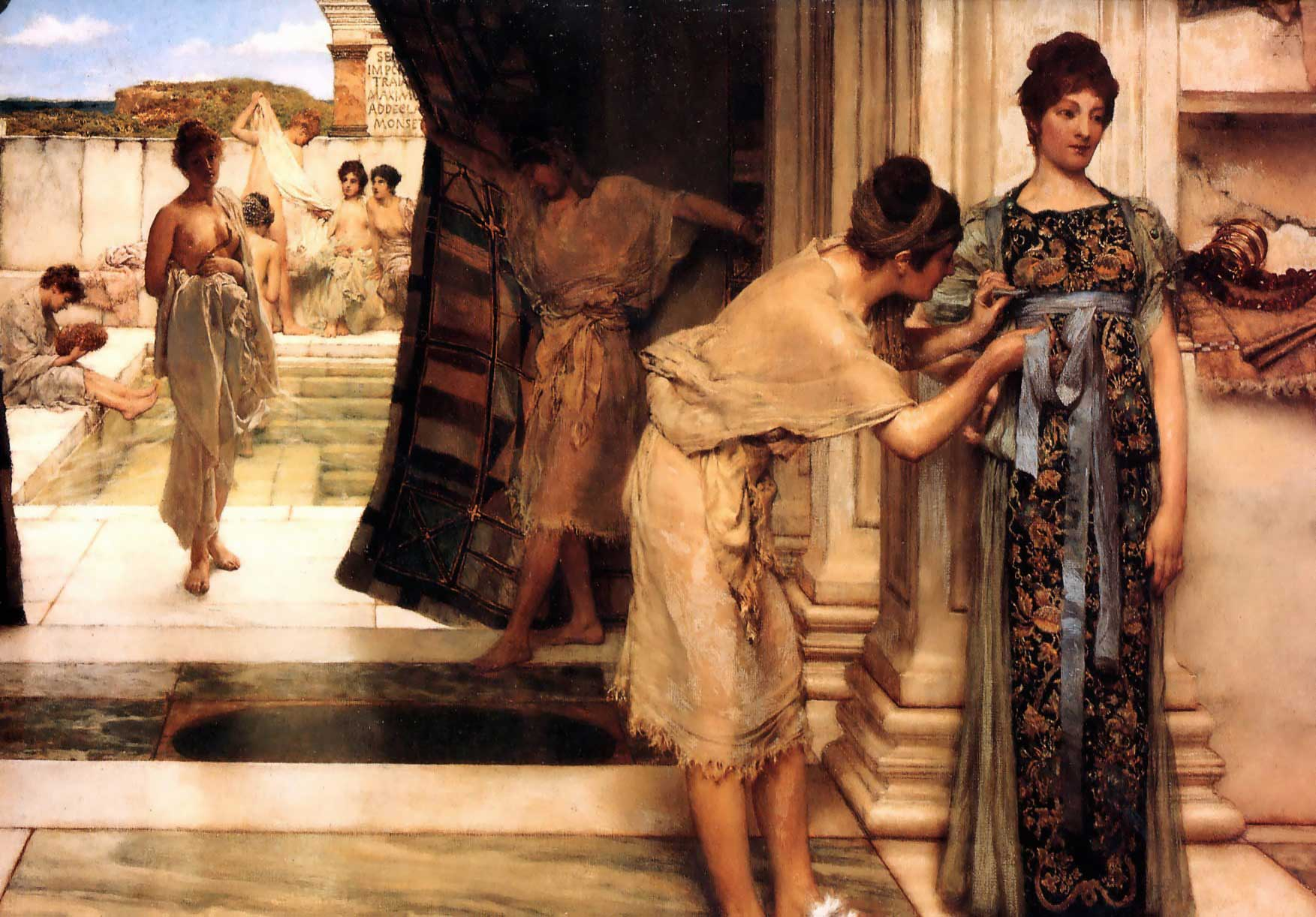
Картина Альма-Тадемы «Фригидарий»

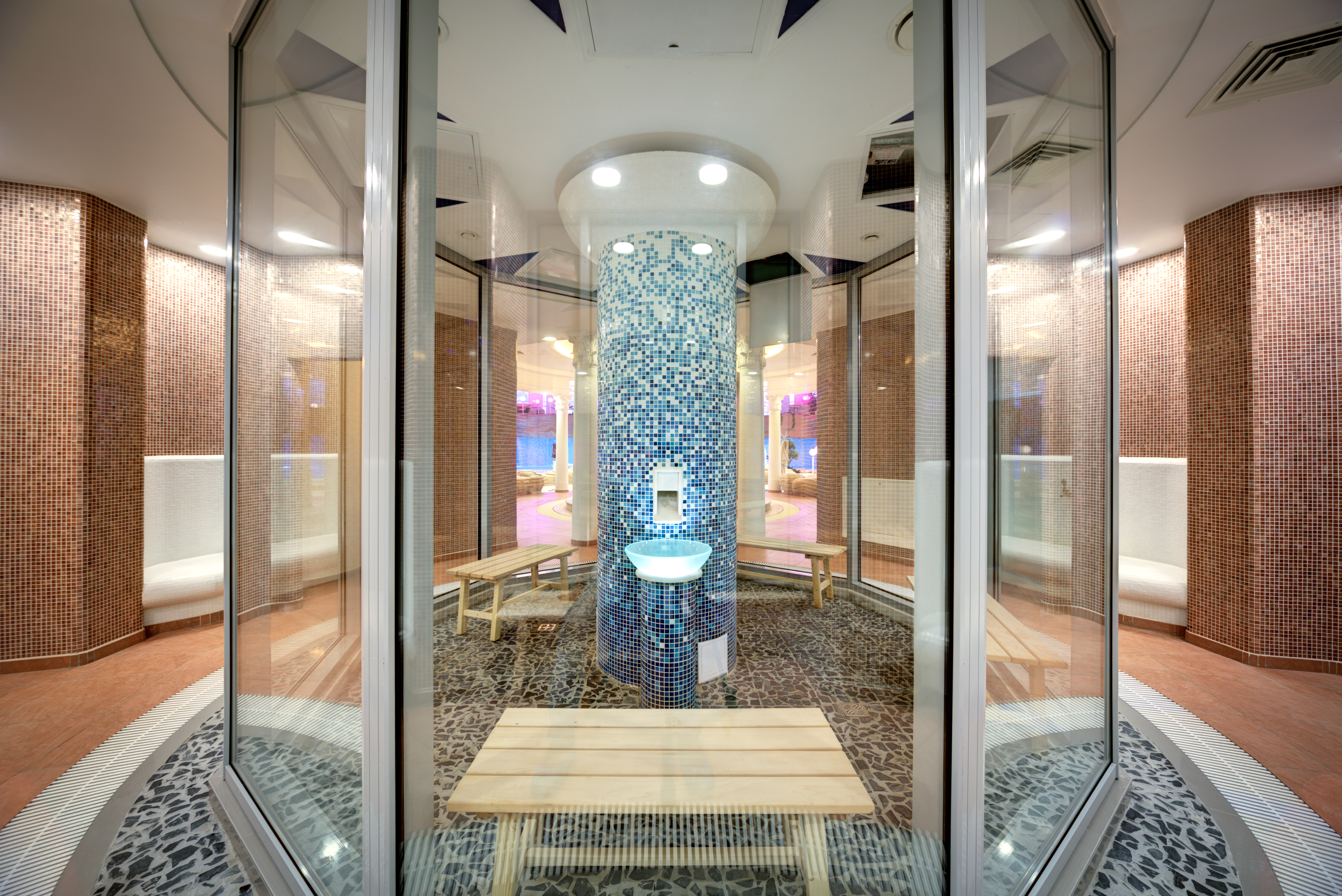
Современный фригидарий в аквапарке Мореон в Москве

Фригида́рий (лат. frigidarium — холодная комната) — одно из помещений классических римских терм, предназначенное для охлаждения.
Фригидарий в больших термах был оснащён бассейном с холодной водой и служил для холодного купания и восстановления после долгого пребывания в теплых помещениях терм. Фригидарий был в основном квадратной формы, не отапливался и часто являлся самым большим помещением терм. В зале стояли также мраморные кресла, на которых посетителей терм обливали прохладной водой.
Фригидарий терм Диоклетиана полностью сохранился, и был перестроен Микеланджело в церковь Санта-Мария-дельи-Анджели.